# Aan zee
Aan zee is een lied van de Nederlandse zanger Nielson. Het werd in 2022 als single uitgebracht.

## Achtergrond
Aan zee is geschreven door Niels Littooij, Lodewijk Martens, Matthijs de Ronden, Will Knox en Kevin Patrick Schoonheijm en geproduceerd door Martens. Het is een nummer uit het genre nederpop. Het lied gaat over een vrouw, die Nielson omschrijft als zijn fantasie en die hij vergelijkt met zangeres Maan. De zanger vergelijk de stijl van het nummer met de stijl van de liedjes die hij aan het begin van zijn carrière schreef; vrolijk en luchtig. Hij vertelde dat de positiviteit uit het lied kwam vanuit pure levenslust. Het is het eerste lied sinds de nummers op het album Diamant dat de artiest op de gitaar te horen is. De single werd uitgebracht tegelijkertijd met de periode dat de zanger zich voorbereidde op een theatershow getiteld Vertrouwd & Nieuw, welke vanaf oktober 2022 in de theaters te zien was. Deze show was er wegens het tienjarig jubileum van carrière van de zanger. 

## Hitnoteringen
De zanger had weinig succes met het lied in de Nederlandse hitlijsten. De Single Top 100 werd niet bereikt en er was ook geen notering in de Top 40. Bij laatstgenoemde was er wel de 21e plaats in de Tipparade.